# Zeenat Aman
Zeenat Aman (19 de noviembre de 1951) es una actriz y cantante india que ha aparecido en películas hindi, sobre todo en los años 1970 y 1980. Ella fue la segunda finalista en el concurso de Miss India, y pasó a ganar el concurso de Miss Asia-Pacífico en 1970. Al hacer su debut en Bollywood, Aman fue acreditada con un impacto duradero en la imagen de actrices principales por el aspecto occidental de heroína del cine hindi, y a lo largo de su carrera ha sido considerada un símbolo sexual.